# 霍治曼縣 (堪薩斯州)
霍治曼县（英語：Hodgeman County，簡稱HG）是美國堪薩斯州西南部的一個縣。面積2,228平方公里。根據美國2000年人口普查，共有人口2,085人。縣治傑特莫爾 （Jetmore）。
成立於1867年2月26日，原名Hageman縣；1868年改名，1879年縣政府成立。縣名紀念在美國內戰中陣亡的阿摩斯·霍治曼 （Amos Hodgman，縣名中的「e」為誤拼）上校。